# Jan Filip Dunin Borkowski
Jan Filip Dunin Borkowski herbu Łabędź (zm. 1654) – podczaszy sandomierski w latach 1653–1654, dworzanin królewski w 1627 roku, poseł na sejmy nadzwyczajne z województwa lubelskiego w 1634, 1635 i 1642 roku, wyznawca kalwinizmu.